# هنري غوندرسون
هنري غوندرسون هو محامي وسياسي أمريكي، ولد في 20 يونيو 1878 في مقاطعة كولومبيا في الولايات المتحدة، وتوفي في 7 أكتوبر 1940 في بورتاغ في الولايات المتحدة. نشط حزبياً في الحزب الجمهوري. وقد انتخب نائب حاكم ولاية ويسكونسن ‏.